# Dactylothyrea microptera
Dactylothyrea microptera är en tvåvingeart som beskrevs av Seguy 1957. Dactylothyrea microptera ingår i släktet Dactylothyrea och familjen fritflugor.
Artens utbredningsområde är Madagaskar. Inga underarter finns listade i Catalogue of Life.